# ماركوس ري
ماركوس ري (بالإنجليزية: Marcos Rey)‏‏ (17 فبراير 1925 في ساو باولو - 1 أبريل 1999 في ساو باولو) صحفي، وكاتب، وكاتب سيناريو، ومترجم، وروائي من البرازيل.

## روابط خارجية
- ماركوس ري على موقع IMDb (الإنجليزية)
- ماركوس ري على موقع قاعدة بيانات الفيلم (الإنجليزية)